# Wilson de Andrade Brandão
Wilson de Andrade Brandão (Pedro II, 14 de outubro de 1922 — Teresina, 25 de abril de 2001) foi um advogado, professor universitário, escritor e político brasileiro, outrora deputado estadual pelo Piauí.

## Dados biográficos
Filho de Álvaro Brandão e Maria Amélia de Andrade Brandão, formou-se advogado na Faculdade de Direito do Piauí, instituição onde foi diretor, passando depois ao posto de professor da Universidade Federal do Piauí, sucedânea da citada faculdade. Membro do Instituto dos Advogados do Piauí, integrou também os quadros da Academia Piauiense de Letras e do Instituto Histórico e Geográfico do Piauí. Diretor do Liceu Piauiense, publicou diversas obras relacionadas ao Direito e ainda uma outra intitulada História da Independência no Piauí (1973).
Filiado à ARENA, elegeu-se deputado estadual por este partido em 1966, 1970, 1974, 1978. Durante este período, licenciou-se do mandato e foi secretário de Cultura no primeiro governo Alberto Silva, cargo que ocupou também no governo Lucídio Portela. Com o fim do bipartidarismo ingressou no PDS sendo reeleito em 1982. Escolhido delegado da Assembleia Legislativa do Piauí por conta da eleição presidencial, votou em Tancredo Neves no Colégio Eleitoral em 1985. Reeleito para o sexto e último mandato de deputado estadual via PFL em 1986, encerrou a vida pública ao final do mandato.
Pai de Wilson Nunes Brandão, deputado estadual pelo Piauí desde 1990, e irmão do desembargador Álvaro Brandão Filho.